# Lyès Deriche
 (juillet 2023).
Si vous disposez d'ouvrages ou d'articles de référence ou si vous connaissez des sites web de qualité traitant du thème abordé ici, merci de compléter l'article en donnant les références utiles à sa vérifiabilité et en les liant à la section « Notes et références ».
Lyès Deriche est un homme politique algérien originaire de Souk El Had (Wilaya de Boumerdes), pendant la période de l'occupation française de l'Algérie, il a milité dans les rangs de Parti du peuple algérien puis du Mouvement pour le triomphe des libertés démocratiques.

## Biographie
Lyès Deriche, le petit-fils de Mohamed Deriche, accueille la réunion du  Comité révolutionnaire d'unité et d'action ou le « groupe des 22 » dans sa villa située dans la commune d'El Madania en français : « Clos-Salembier » 25 juin 1954 à l'intérieur de la ville d'Alger, pour y évoquer la situation des soulèvements nationaliste en Tunisie et au Maroc mais aussi en Algérie (Organisation spéciale, Mouvement pour le triomphe des libertés démocratiques). Ils votent en faveur de « la lutte armée jusqu'à l'indépendance totale de l'Algérie » vis-à-vis de la France. Quelques membres du groupe sont issus de familles dans lesquelles se trouvent des bachagas.
Lyès Deriche est un ami proche du militant Zoubir Bouadjadj, et un ancien militant du Mouvement pour le triomphe des libertés démocratiques, qui exploite la réputation de sa famille.